# The Mojas
The Mojas（ザ モージャス）は、1994年「君がいない冬」（東芝EMI）でメジャーデビューし、1996年に解散した日本のバンド。2008年9月5日「復縁御披露目ライブ」を皮切りに活動を再開。2009年、兼信徹也と纐纈正樹のユニット「カネ∽ケッツ」始動。

## メンバー
初代メンバー
- 林宗毅（りんそうかく）Keyboard
- 纐纈正樹（こうけつまさき）Vocal,Guitar
- 兼信徹也（かねのぶてつや）Vocal,Bass
- 牛古正憲（うしこまさのり）Sax
- 白熊良之（しろくまよしゆき）Drums

復活後のメンバー
- 纐纈正樹（こうけつまさき）
- 兼信徹也（かねのぶてつや）
- 牛古正憲（うしこまさのり）
  - <サポートメンバー>なんばたつや Keyboard
  - <サポートメンバー>鈴木常弘 Drums

## ディスコグラフィー
シングル
- 「君がいない冬」 1994/2/16
- 「素敵な雨降り」 1994/5/18
- 「成り行きの感情で」 1994/9/7
- 「秘密したい」1995/5/17

アルバム
- 「音楽の王者等」1994/10/26

## テレビ・ラジオ出演
レギュラー番組
- 「夜はモジャモジャ大行進」（東海ラジオ）1993/8 - すでに終了
- 「東京モジャモジャ野郎」（TBSラジオ）1993/10 - すでに終了
- 「BIG EROS」（K-MIX）すでに終了

エキストラ
- ドラマ「真夜中を駆けぬける」（テレビ朝日系）1993/11 - 1993/12